# Бій біля Шато-Тьєррі
Бій біля Шато-Тьєррі (англ. Battle of Château-Thierry) — один з перших боїв за участю американських збройних сил на Західному фронті у Першій світовій війні. Бій відбувся 18 липня 1918 року в рамках Другої битви на Марні і став одним з найзначущих подій Американських експедиційних сил (AEF) під командуванням генерала Джона Дж. Першинга в ході цієї війни. Бойові дії на цій ділянці тривали з 31 травня 1918 року і американським військовим, як армії, так і морської піхоти, довелося взяти участь у боях, прикриваючи французькі війська. Ці підрозділи щойно прибули на фронт у Франції, ледве завершивши навчання.
Контратака американських військ біля Шато-Тьєррі була відносно короткою, почавшись 18 липня 1918 року і тривавши менше тижня, і стала частиною спільних зусиль союзників, спрямованих на відсіч нещодавнього стратегічного наступу кайзерівської Німеччини.

## Історія

### Передумови
Прагнучи розгромити британські експедиційні сили в окупованій Фландрії, німецький головнокомандувач Людендорф замислів відвернути французькі резерви подалі від регіону. У своїй операції «Блюхер» Людендорф спрямував частину своїх сил до району узвишшя Шемі-де-Дамс (фр. Chemin des Dames) і в такий спосіб захопити 6-ту французьку армію зненацька. Рухаючись далі, німці незабаром опинилися біля річки Марни, на відстані менш ніж за 50 миль від Парижа. Оскільки маршал Фердинанд Фош не міг отримати британську допомогу, начальник штабу Американських експедиційних сил генерала Першинга, полковник Фокс Коннер, усвідомив серйозність ситуації та наказав командиру 3-ї дивізії вирушити на напрямок головного удару противника та стійким утриманням позицій не допустити його подальшого прориву вглиб території Франції.
31 травня 1918 року 3-тя американська дивізія зайняла головний міст на південному березі річки Марна, через який йшла дорога в Шато-Тьєррі, коли французька 10-та колоніальна дивізія підійшла до північного берега. Американці розташували кулеметні позиції на своєму берегу, щоб прикрити відступ французів через річку, і один підрозділ на чолі з лейтенантом Джоном Бісселлом, розташували північніше другого мосту. Французи провели ніч, встановлюючи на мости вибухівку, щоб їх зруйнувати й не допустити переходу кайзерівських військ на протилежний берег. Рано вранці наступного дня, 1 червня, німці просунулися до Шато-Тьєррі з півночі, примусивши французів відійти до головного мосту, який вони захищали за підтримки американського кулеметного вогню. Французам вдалося знищити міст, оскільки американці продовжували вогонь по німцях. Група лейтенанта Бісселла все ще залишался на північному березі Марни. Вони прорвалися до другого мосту під американським кулеметним вогнем і, скориставшись плутаниною, перетнули його разом із групою німців, яких невдовзі полонили. З півночі Марни 2 червня німці вели важкий артилерійський і снайперський вогонь по союзниках. Вони здійснили спробу захопити міст, що залишився, але були змушені припинити штурм, оскільки зазнали серйозних втрат від противника, так і не досягши визначеної мети.

### Перехід у контрнаступ
Вранці 18 липня 1918 року об'єднані французько-американські сили під загальним керівництвом головнокомандувача Союзної армії французького маршала Фердинанда Фоша розпочали загальний контрнаступ на фронті шириною 40 км між Фонтенуа та Шато-Тьєррі, перший наступ союзників на фронті за останній рік. Американська армія зіграла певну роль у битві за регіони навколо Суассона та Шато-Тьєррі у взаємодії переважно з французькими силами. Союзникам вдалося зберегти свої плани в таємниці, і їх атака о 04:45 застала німців зненацька. Війська прорвали оборону без звичайного підготовчого артилерійського обстрілу, а натомість перейшли в атаку, рухаючись впритул за синхронізованим загороджувальним обстрілом. Врешті-решт штурмуючі прорвалися до німецьких ліній оборони, і окремі американські підрозділи проявили ініціативу та продовжили бої, незважаючи на те, що вони номінально перебували глибоко в тилу ворога.